# Villa Braunbehrens

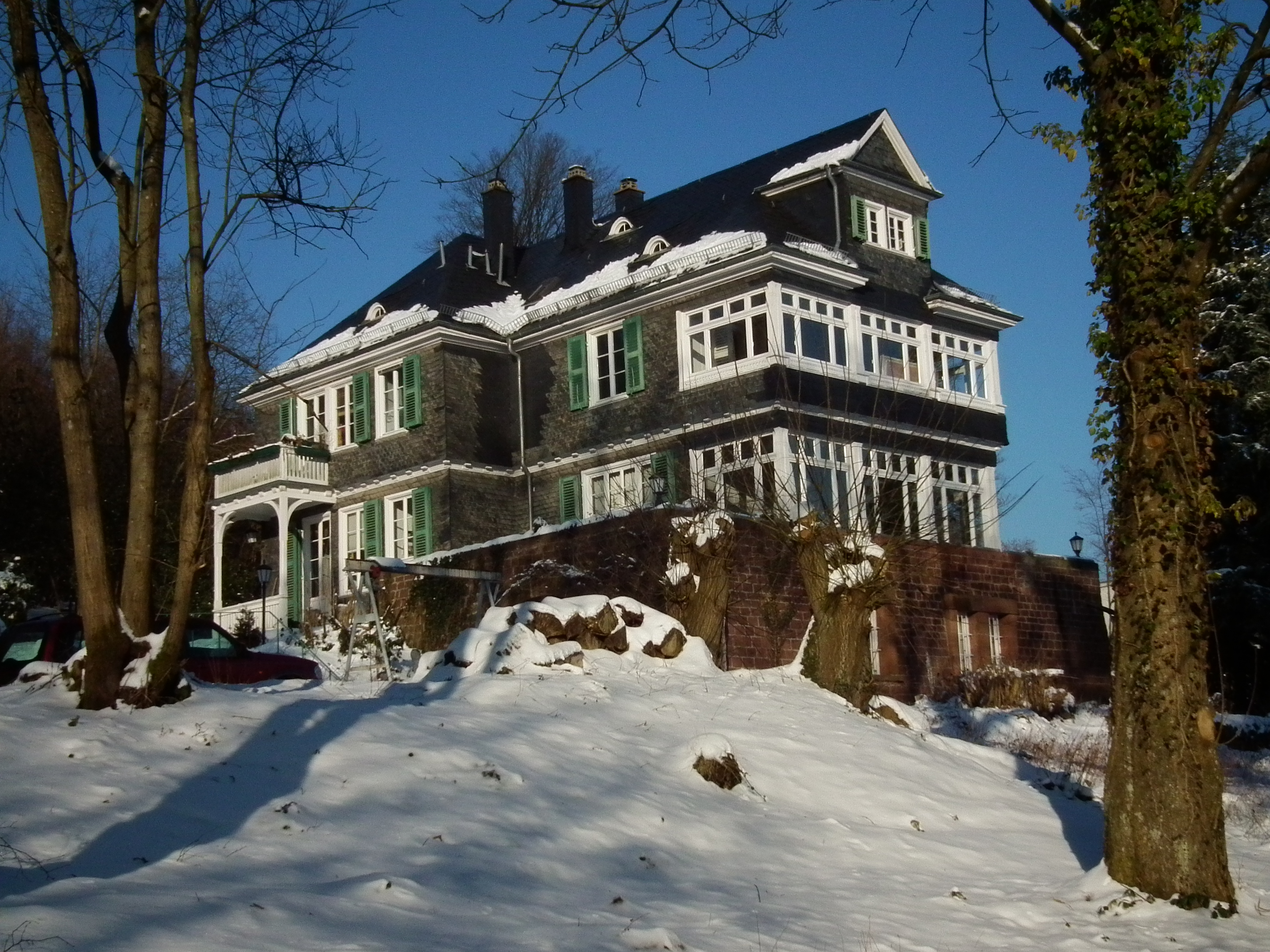
Villa Braunbehrens bzw. Café Ehmann im Kohlhof bei Heidelberg

Die Villa Braunbehrens (auch bekannt als Café Ehmann) ist ein denkmalgeschütztes Gebäude im Kohlhof, der verwaltungstechnisch zur Altstadt von Heidelberg zählt, aber drei Kilometer südöstlich der Stadt auf dem Höhenzug des Königstuhls gelegen ist. Das seit längerem im Besitz der Stadt befindliche Gebäude wurde im Lauf seiner Geschichte bereits von mehreren Künstlern bewohnt und lange Zeit gastronomisch genutzt.

## Geschichte
Das Gebäude wurde 1912/14 für Anna Maria von Braunbehrens erbaut. Sie war eine Cousine des Kunstmäzens Karl Ernst Osthaus. Herzkrank und früh verwitwet, kam sie zu einem Kuraufenthalt in das Kurhotel im Kohlhof und beschloss, sich in der benachbarten Siedlung niederzulassen. Nördlich oberhalb der bestehenden Wohnbebauung ließ sie sich am Waldrand ein Gebäude errichten. Der Architekt war ein Schüler Henry van de Veldes, mit dem die Bauherrin einen lebenslangen freundschaftlichen Kontakt pflegte. Die Gestaltung des Hauses ist an mehrere Gebäude van de Veldes angelehnt: den Hohenhof in Hagen und das Haus Hohe Pappeln in Weimar. Als einziges Gebäude im Kohlhof wurde die Villa nicht regionaltypisch unauffällig, sondern im Stil der Zeit mit Anklängen an den Jugendstil erbaut.
Die Bauherrin betrieb eine kleine Geflügelzucht, für die oberhalb des Kohlhof-Forsthauses noch ein eigener Hühnerstall erbaut wurde. Nachdem die Bauherrin 1940 nach Handschuhsheim gezogen war, wurde die Villa an die IG Farben vermietet, die gleichzeitig auch das nahe Kurhotel erwarb und darin eine geheime Forschungsanlage betrieb. Die Villa diente als Direktorensitz. 
Von 1945 bis 1950 lebte der Komponist Wolfgang Fortner in dem Gebäude. Er scharte dort eine Gruppe junger Musiker und Komponisten um sich. Dazu zählten u. a. Klaus Loeffelholz von Colberg, Hans Werner Henze, Hans Zehden, Hans Ulrich Engelmann, Wolfgang Ludewig, Günther Becker und Ernst-Ulrich von Kameke. Fortner machte seine Schüler mit den während der Zeit des Nationalsozialismus verpönten Neutönern wie Paul Hindemith vertraut und unterrichtete sie in zeitgenössischer Kompositionstechnik. Gemeinsam hörte und spielte man eigene Kompositionen und betrieb regen musikalischen Austausch. Zeitgenossen nannten die sich versammelnden Musiker spöttisch den Kohlhof-Club, der Berliner Kritiker Hans Heinz Stuckenschmidt bezeichnete den Kohlhof gar als Rangierbahnhof für junge Komponisten. Letztlich entstanden auf dem Kohlhof jedoch Fortners erfolgreichste Kompositionen, darunter sein Violinkonzert, die Shakespeare-Songs und die Symphonie 1947. Der junge Hans Werner Henze erhielt dort die musikalische Prägung seines Werks, das bald nach 1950 das seines Lehrers Fortner überflügeln würde. 
Ab 1959 war der Heidelberger Gastronom Karl Ehmann Pächter des Gebäudes. Er betrieb in Heidelberg am Neuenheimer Ufer bereits das wohlbekannte Schiffsrestaurant am Neckar und richtete in der Kohlhof-Villa das Cafe Ehmann ein. Das Café avancierte zu einem beliebten Ausflugsziel, zumal der Kohlhof in der Nachkriegszeit zum Heidelberger Wintersportgebiet geworden war. Ab den 1950er Jahren fanden dort Langlaufwettbewerbe statt, eine 1948 am Rand der Kohlhofwiese errichtete Skisprungschanze bot Wettkampfsportlern Übungsmöglichkeiten und die Heidelberger Jugendskitage galten als Talentschmiede der Region. Das erhöht gelegene Café bot einen Panorama-Ausblick über das winterliche Geschehen. Besonders beliebt waren die Plätze auf den (später verglasten) Terrassen. Weiteren Auftrieb erhielt das beliebte Café durch die in unmittelbarer Nachbarschaft seit 1951 als Erweiterung des einstigen Kurhotels errichtete Rehabilitationsklinik, deren Patienten und Besucher nur wenige Meter bis zum Café zurücklegen mussten. Im Inneren war das Café mit Kachelöfen und Lamperien ausgestattet, die Möblierung war handwerklich solide. Außerdem war das Gebäude noch von einem großen parkähnlichen Garten umgeben, der im Sommer um das Haus herum zusätzliche Sitzplätze im Grünen bot. 
Etwa 1970 kam die Villa in den Besitz der Stadt Heidelberg. Bürgermeister Reinhold Zundel setzte sich schließlich dafür ein, das Gebäude ab 1985 günstig an den Bildhauer Klaus Horstmann-Czech zu verpachten, der dort bis März 2016 lebte. Seither steht das Haus leer.